# Quilópode
Os Quilópodes são animais invertebrados terrestres conhecidos popularmente como centopeias ou lacraias, que movimentam-se rapidamente pelo solo como predadores, e que são bastante temidos por suas mordeduras peçonhentas. São animais achatados dorsoventralmente que podem variar de 3 até pouco mais de 30 cm de comprimento, apresentando um número de pares de pernas que varia de 15 a 191. São normalmente encontrados em solo de matas, vivendo associadas a matéria orgânica como o húmus, debaixo de troncos ou rochas, mas também podem ser encontradas deserto, cavernas, no litoral, e ocasionalmente perto de residências humanas. A maioria apresenta uma coloração marrom ou amarela, mas algumas espécies tropicais apresentam uma coloração aposemática (aposematismo), como vermelha, preta, laranja, verde ou violeta.
Tecnicamente, em zoologia são considerados pertecentes à classe Chilopoda (do grego χεῖλος, kheilos, "lábio", e do sufixo de Latim -poda, "pés", aludindo às forcípulas), dentro do subfilo de artrópodes Myriapoda (Arthropoda; Myriapoda), juntamente com os Diplopoda (gongolos e piolhos-de-cobra), Pauropoda e Symphila.  

## Diversidade e Classificação

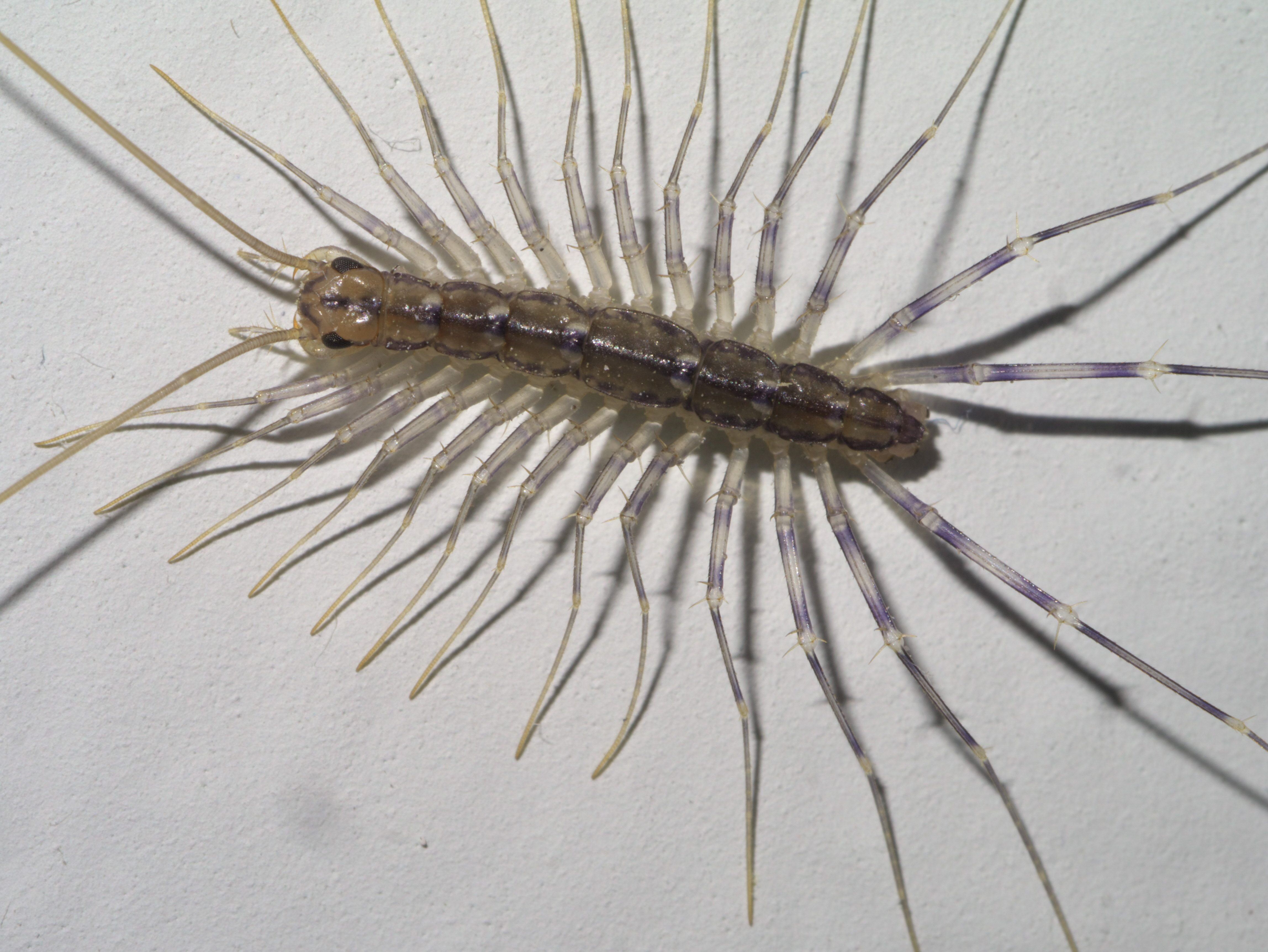
Exemplar da Ordem Scutigeromorpha

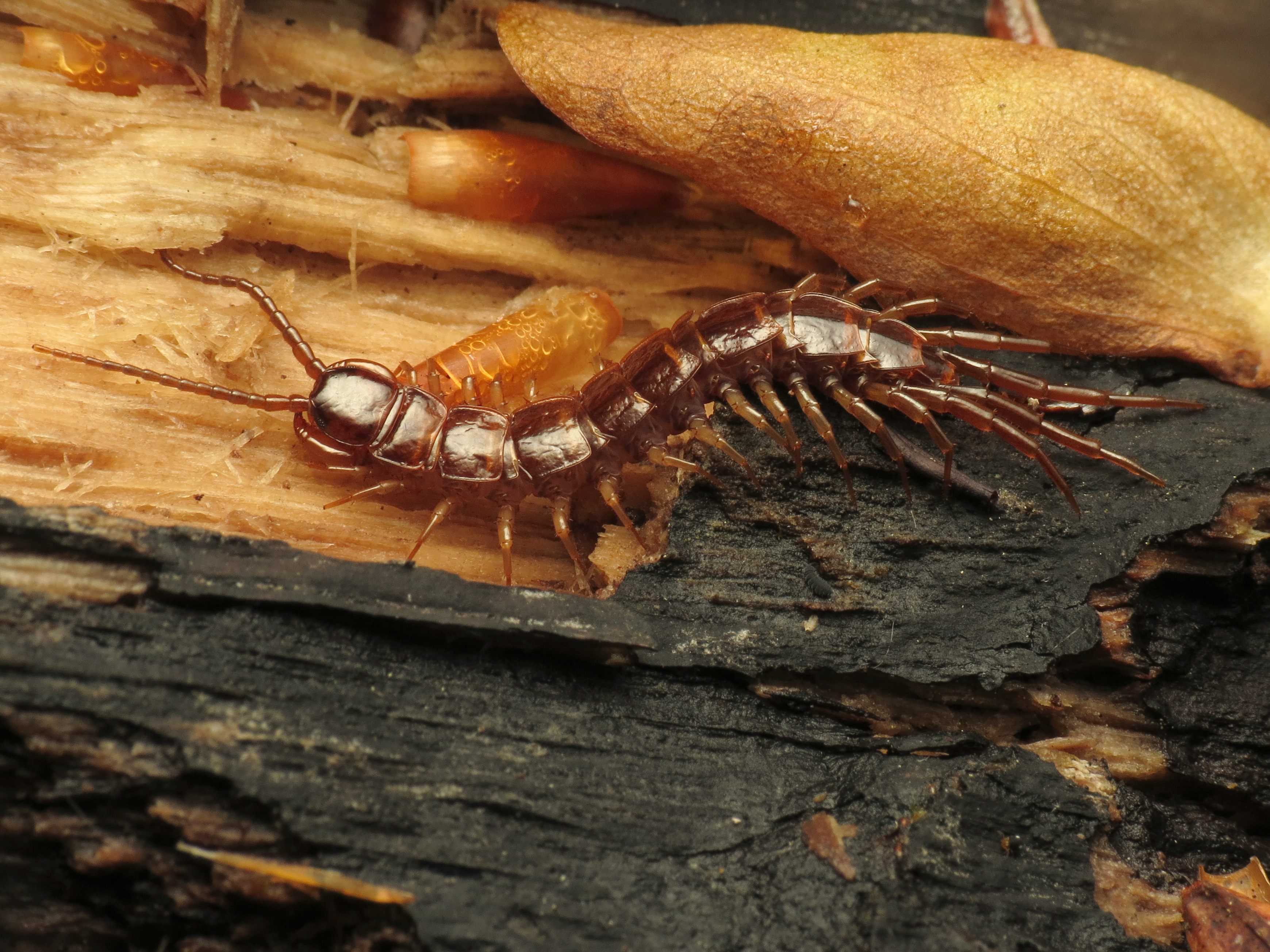
Exemplar da ordem Lithobiomorpha

No momento, estão descritas em Chilopoda aproximadamente 3500 espécies  mundialmente, distribuídas por 21 famílias listadas no quadro adjacente. A classe está subdividida em 5 ordens: Scutigeromorpha, Geophilomorpha, Lithobiomorpha, Craterostigmomorpha e Scolopendromorpha, sendo esta última a mais conhecida, representada pela família de lacraias Scolopendridae. Estima-se que existam cerca de 11.000 a 17.000 espécies de miriápodes no mundo, indicando que há ainda bastante potencial de pesquisa taxonômica com o grupo, dado que os chilópodes representam um grupo abundante, tanto em número de espécies quanto em distribuição geográfica.
Para o Brasil, estão registradas pelo menos 120 espécies, das quais cerca de 35 são consideradas endêmicas . As espécies brasileiras podem ser encontradas em vários biomas, com destaque maior para as regiões amazônica e pantaneira, sendo as espécies nacionais mais famosas pertencentes às famílias Scolopendridae (ex: Scolopendra gigantea, a lacraia gigante da Amazônia) e Cryptopidae. Em termos de distribuição no país, observa-se grande diversidade de espécies, principalmente das ordens Geophilomorpha e Scolopendromorpha. O maior número de espécies costuma ocorrer em áreas de transição entre diferentes ambientes (ecótonos) por misturarem elementos de habitats distintos, principalmente em torno de florestas úmidas como Amazônia e a Mata Atlântica. Por outro lado, em ambientes mais abertos como no Cerrado e na Caatinga, encontra-se menor diversidade geral de quilópodes, porém com presença majoritária de grupos mais robustos ao ambiente (p. ex.: Scolopendridae adaptados aos ambientes menos protegidos). Já nos ambientes urbanos, espécies tais como Scutigera coleoptrata (Scutigeromorpha) são relativamente recorrentes em casas, garagens e jardins, devido à sua capacidade de tolerar os microclimas urbanos, desde que haja umidade e abrigo suficiente. Vale notar, no entanto, que ainda existem poucos especialistas em miriápodes no país sendo que a maioria com fauna local vêm sendo realizados por pesquisadores de outras áreas e de outros países, dificultando estabelecer um padrão local sobre classificação e conhecimento acerca do comportamento, distribuição e taxonomia desses animais.

#### Scutigeromorpha(ca. 88 espécies)
Conhecidas como lacraias caseiras, variam de tamanho entre 2 e 8 cm, com o corpo cilíndrico e pernas longas, movem-se rapidamente. As pernas aumentam conforme se aproximam da região posterior, apresentam espiráculos dorsoventralmente nos tergitos, olhos compostos com centenas de omatídeos. e tarso multissegmentado. Apresentam desenvolvimento anamórfico, nascendo com quatro segmentos e acrescentando mais à medida que crescem, chegando à fase adulta com 15 segmentos, donde passam para hemianamorfose (com mudas durante toda a vida). 

#### Lithobiomorpha(ca. 1200 espécies)
São lacraias tipicamente encontradas debaixo de pedras, com cabeça achatada. Raramente chegam nos 30 mm de comprimento, apresentando 15 pares de pernas. Olhos feitos de um aglomerado de ocelos em cada lado da cabeça (em Lithobiidae) ou um ocelo em cada lado (Henicopidae). Não apresentam cuidado parental marcante com os ovos.  Têm desenvolvimento anamórfico (eclodem semelhantes aos pais).

#### Craterostigmomorpha(2 espécies viventes)
Apresentando duas espécies no gênero Craterostigmus, possuem distribuição geográfica limitada, ocorrendo na Austrália e na Nova Zelândia . Compõem uma ordem distinta de centopeias na classe, por conta de características muito peculiares; em resumo, apresentam olhos bipartidos, uma subdivisão dos tergitos que recobre os 15 pares de pernas, maxilípedes alongados, e escleritos na décimo-quinto par de pernas.

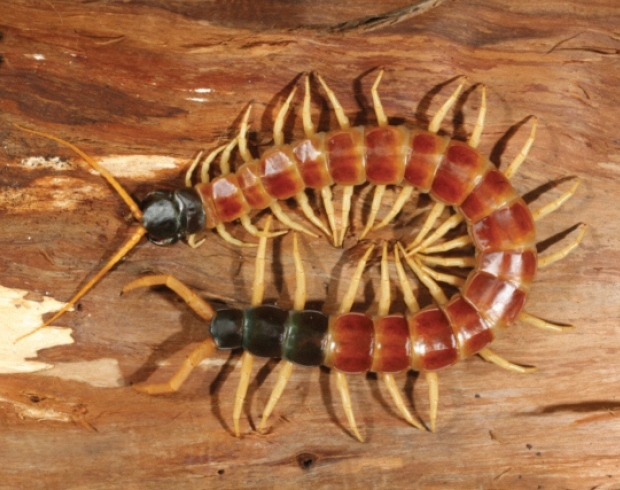
Exemplar da ordem Scolopendromorpha

#### Scolopendromorpha(ca. 800 espécies)
São as lacraias mais temidas por suas mordidas, sendo grandes e agressivas (principalmente as espécies da família Scolopendridae) podendo chegar até 30 cm, como a espécie amazonense Scolopendra gigantea. Caracterizam-se por apresentarem um único tergito recobrindo até o maxilipede. Apresentam desenvolvimento epimórfico.

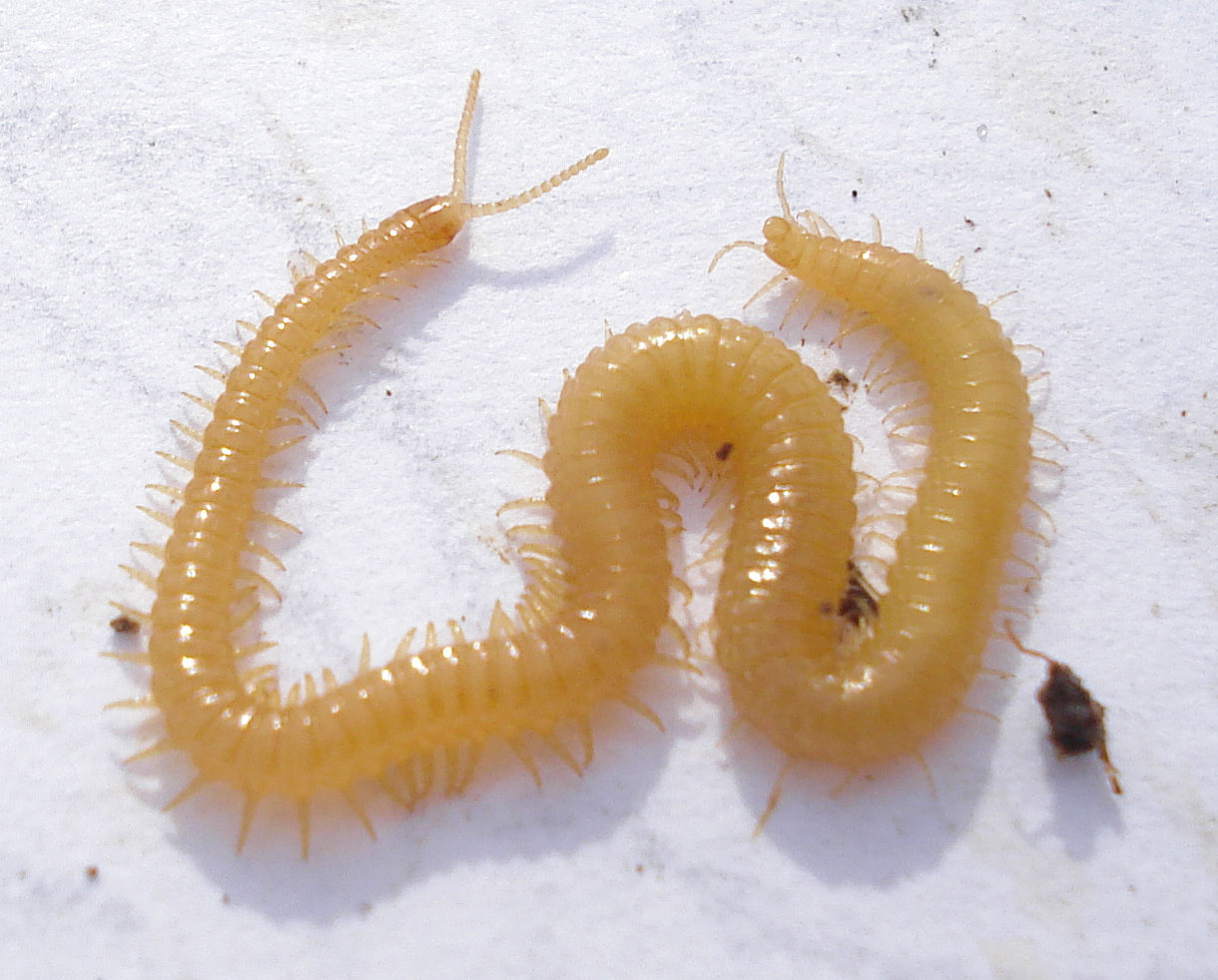
Exemplar da ordem Geophilomorpha

#### Geophilomorpha(ca. 1800 espécies)
São lacraias mais diversas e discretas, todas as espécies são cegas apresentando tipicamente hábitos subterrâneos .  Apresentam corpo ciíndrico e espiráculos em quase todos os pares de pernas, exceto o último.
O número de segmentos pode ser variável dentro de uma mesma espécie; por exemplo, Himantarium gabrielis pode apresentar entre 87 e 177 segmentos  O número do segmentos da antena, no entanto, é fixo em 14. Cada tergito possui músculos independentes, o que ajuda no hábito de se enterrar.  Os Mecistocephalidae possuem um número fixo de segmentos dentro da mesma espécies e não apresentam dimorfismo sexual como nas outras ordens de Chilopoda. Um conjunto de dados morfológicos, comportamentais e moleculares divide Geophilomorpha no clado Placodesmata (composto por uma única família, Mecistocephalidae) e Adesmata (todas as outras famílias).

## Biogeografia e História Evolutiva
Sua distribuição biogeográfica abrange todos os continentes, com a exceção da Antártida, sendo mais abundantes e diversas nas regiões de matas em clima tropical.
Evolutivamente, o Myriapoda são tidos como os primeiros animais artrópodes que colonizaram os ambientes terrestres, há pouco mais de 400 milhões de anos atrás, de forma que os quilópodes podem ter debutado dentre os primeiros predadores terrestres do planeta. Mais especificamente, existem registros fósseis de centopeias datados de cerca de 430 milhões de anos (gênero Crussolum, da ordem Scutigeromorpha), correspondendo ao final do Siluriano. De forma geral, no entanto, existem bem poucos fósseis de Chilopoda da Era Paleozoica. Outro fóssil conhecido é Devonobius, que foi classificado na extinta linhagem Devonobiomorpha. Um outro exemplo notável é um registro fóssil (possivelmente de Scutigeromorpha) de mandíbulas e parte de cabeça de Rhyniognatha, que até recentemente vinha sendo interpretado como o mais antigo ancestral da linhagem dos insetos Hexapoda. Um pouco mais recentes, há fósseis datados do início do Carbonífero (i.e. de 309–307 milhões de anos atrás), representados por três espécies: o Scutigeromorpha Latzelia e duas scolopendromorphas Mazoscolopendra e Palenarthrus. A diversidade durante a Era Mesozoica já tem sido bem mais ricamente representada no registro fóssil, particularmente de Scolopendromorpha e de Scutigeromorpha datados do Cretáceo.
Sendo assim, o paradigma atual tem os Chilopoda como a linhagem mais ancestral de artrópodes miriápodes, que teriam se diversificado durante o Siluriano. Alguns estudiosos chegaram a hipotetizar que estes animais teriam surgido pelo final do Cambriano, baseado em estimativas de datação molecular. Tais hipóteses seriam fundamentais na compreensão da transição da vida terrestre a partir de ancestrais com hábitos de vida anfíbio, onde a origem dos artrópodes terrestres modernos fica confusa dentre as linhagens de aracnídeos, insetos e demais hexápodes, a partir dos crustáceos ancestrais.

## Glândulas de veneno
Os quilópodes são, em geral, predadores vorazes de solo, capazes de caçarem tanto invertebrados como pequenos vertebrados. São animais ágeis e relativamente agressivos, muitos deles sendo considerados potencialmente perigosos e peçonhentos para o ser humano. Predam suas presas através da inoculação de veneno durante a captura com as pernas anteriores .  Sendo assim, apresentam glândulas de veneno localizadas no primeiro par de pernas modificadas que encontra-se incorporado à cabeça, que são maxilípedes chamados de forcípulas e são uma característica distinta (i.e., uma sinapomorfia) de todos os Chilopoda.
O veneno injetado pelos quilópodes é ainda pouco estudado em relação ao de outros animais peçonhentos, sendo geralmente composto por uma mistura de peptídeos e proteínas de peso molecular relativamente alto, incluindo diferentes enzimas e muitas toxinas ainda não caracterizadas, misturadas a alguns fatores indutores de dor e inflamação, como serotonina e histamina. Segundo a atividade farmacocinética, o veneno é composto em grande parte por hidrolases digestivas tais como proteases e fosfolipases, e possui notória capacidade indutora de dor e inflamação, devido a danos teciduais por atividade neurotóxica, cardiotóxica e miotóxica.

### Picadas em seres humanos
Conforme relatos de casos de picadas em seres humanos, os sintomas são de fortes dores, edema e eritema no local da picada, onde casos mais graves podem incluir cefaleia, mal-estar, ansiedade, vertigens e respostas alérgicas sistêmicas. Mesmo sendo memoráveis tais incidentes, as picadas de lacraias não são consideradas potencialmente fatais, exceto em casos muito raros e isolados registrados. Por exemplo, na literatura dentre os poucos casos de picadas de quilópodes que induziram a morte, incluem o caso de uma garota filipina, bem como de um homem tailandês que engoliu uma centopeia viva e morreu depois de ter vomitado copiosamente.
Em geral, nos casos de acidentes por picadas de lacraias deve-se utilizar compressas frias e lavar o local com bastante água e sabão. Pacientes com dores fortes devem procurar um posto de saúde, para administração de analgésicos sistêmicos. As picadas podem até ser lavadas com álcool e éter, que podem funcionar como solventes ou inativadores de algumas toxinas dos venenos.
No Brasil, a grande maioria dos acidentes não fica registrada, pois o sistema de notificação de ocorrências não inclui uma categoria específica para lacraias. Dos poucos dados disponíveis, parece que há uma incidência considerável de acidentes com estes animais, a exemplo de dados de Belém em que 16,7% (76 casos) dos acidentes analisados por um período de 2 anos foi ocasionado por lacraias, sendo que quase todos acidentes tinham ocorrido dentro da residência . Dentre as espécies mais agressivas, destacam-se algumas grandes lacraias da família Scolopendridae, como Scolopendra viridicornis que vem sendo considerada a mais temida lacraias do Brasil .

## Morfologia e defesa
Os quilópodes se caracterizam pelo seu corpo alongado, como uma minhoca com muitas pernas, geralmente de formato achatado. A cabeça é bem destacada do resto do tronco, recoberta dorsalmente por uma carapaça chata, que ostenta um par de antenas de formato moniliforme com um total de 14 ou mais segmentos; estas antenas são usadas frontalmente para sentirem o ambiente. Olhos podem estar presentes ou não, a depender da ordem, por exemplo: um par de olhos simples apenas em Scutigeromorpha, ou nenhum em Geophilomorpha, alguns Scolopendromorpha e em muitos Lithobiomorpha (nestes casos, de hábitos subterrâneos ou cavernícolas); os olhos multifacetados são mais comuns nos demais. 
Embaixo da cabeça podem ser encontrados 3 pares de peças bucais: as mandíbulas, o primeiro par de maxilas, seguido do segundo par de maxilas. A base da mandíbula é alongada e encontra-se na região ventro-lateral da cabeça. A entrada da boca fica na região ventral, delimitada pelo labro anteriormente, posteriormente pelo coxosternito do primeiro segmento do tronco, e lateralmente pelos pleuritos da cabeça. Este labro é subdividido em uma peça mediana mais duas laterais. Logo abaixo das mandíbulas, o par de primeiras maxilas funciona como um lábio inferior; o segundo par de maxilas sobrepondo-se ao primeiro. Vale notar que sobre cada primeira maxila há um palpo curto, em formato de um dedo. Este complexo aparato bucal serve, assim, para examinar e manipular eficientemente os alimentos e presas antes de ingeri-los. Vale enfatizar que, em Scutigeromorpha o segundo par de maxilas é delgado parecendo-se com pernas extras, porém nas outras ordens estes são curtos, fortes e com a ponta em formato de garra. 
Cobrindo todos os apêndices bucais mencionados acima, estão bem visíveis um par de forcípulas ou maxilípedes (a principal característica dos quilópodes, e o motivo pelo são temidos) que terminam em ferrões -- estas forcípulas não são apêndices da cabeça, mas na verdade são apêndices do primeiro segmento do tronco: pernas modificadas contendo glândulas de veneno para dominar presas e para defesa. Denomina-se de coxosternito a placa formada pelas coxas da forcípula e o esternito do segmento do tronco de onde esta se origina. É interessante ressaltar a capacidade elástica de algumas centopeias, como de algumas espécies europeias que podem aumentar o comprimento do corpo em até 70%, facilitada por músculos longitudinais fortes ao longo da parede interna do corpo associados a paredes pleurais mais elásticas.
Por fim, seguindo-se ao primeiro segmento do tronco que sustenta as forcípulas, enfileram-se 15 ou mais segmentos do tronco, cada um destes com apêndices locomotores. O último par de pernas das centopeias é notavelmente mais longo do que os demais, sendo modificado como uma estrutura sensorial que pode ser usada também durante defesa contra oponentes e na captura de presas. Os segmentos finais do tronco são mais curtos, e não apresentam pernas. Algumas ordens apresentam adaptações especiais, a exemplo de Geophilomorpha possuindo glândulas repugnatórias na porção ventral do tronco, ou de Litobiomorpha apresentando glândulas repugnatórias nos quatro pares de pernas finais do tronco, que expelem secreções repugnantes em gotas adesivas.
A secreção de gotas repugnantes e grudentas é relativamente comum em centopeias. Diversas espécies de Geophilomorpha, Lithobiomorpha, e Scolopendromorpha secretam tais defesas quando ameaçadas, que servem primariamente para afastar e atrasar o avanço de predadores. Em termos de composição, foi verificado que em Scolopendromorpha e em Geophilomorpha (Geophilus vittatus) tais secreções costumam conter cianeto de hidrogênio.

## Locomoção
Com exceção dos geofilomorfos, todas centopeias são adaptadas para correr, de forma que suas peculiaridades estruturais estão associadas com a evolução de uma marcha rápida.  Por exemplo, cada par de pernas costuma ser ligeiramente mas longo do que o que antecede, de forma a reduzir a chance de um cruzamento das patas durante a marcha, que poderia atrapalhar o avanço contínuo do animal. De forma análoga aos insetos, a marcha das centopeias baseia-se em cada momento em um tripé de apoio, de forma que menos de um terço das pontas das patas encostam no substrato de cada vez, distribuindo o peso em fases opostas, gerando uma ondulação do corpo que aumenta o comprimento dos passos, gerando um avanço  bastante rápido em padrão de movimento de ondulação. Os escutigeromorfos são os mais notáveis nesta marcha de velocidade, sendo animais bastante ativos em áreas abertas. Por outro lado, para atenuar a tendência do movimento de ondular, o tronco em alguns grupos de centopeias é reforçado por placas laterais (tergos) dispostas de forma alternada (por exemplo, em Litobiomorpha) ou por placas grandes e imbricadas (em Scutigeromorpha). Para garantir maior apoio e força à locomoção, a extremidade das pernas dos escutigeromorfos permitem um apoio maior no substrato, funcionando como um pé. Já outros quilópodes, como os geofilomorfos que são de hábitos subterrâneos, apresentam pernas melhor adaptadas para escavar no solo  macio. 

## Alimentação
Todas centopeias são predadoras com glândulas de veneno, agindo como artrópodes predadores que se alimentam basicamente de larvas de besouros, vermes e baratas. Ademais, há variação dentre as diferentes espécies, havendo centopeias que alimentam-se de vermes, caracóis e até de pequenos vertebrados (como anuros, lagartos e roedores). Foi, inclusive, observado que algumas lacraias quando têm acesso limitado a presas em laboratório, podem começar a alimentar-se de material vegetal como último recurso. As maiores espécies, como em Scolopendromorpha dos gêneros Scolopendra e Ethmostigmus, conseguem subjugar grandes invertebrados e alguns vertebrados maiores do que si. A lacraia gigante da Amazônia Scolopendra gigantea costuma caçar aranhas caranguejeiras, escorpiões, lagartos, sapos, pequenas aves e camundongos, pequenas cobras, e mesmo morcegos voando baixo. Existem três espécies de lacraias (Scolopendra cataracta, S. paradoxa, e S. alcyona) anfíbias, logo acredita-se que estas predam pequenos animais aquáticos e anfíbios.
A presa é detectada e localizada primariamente através do contato com as antenas, sendo posteriormente perseguida com rápida marcha, restringida e atordoada pelo veneno injetado pelas forcípulas. As presa são também imobilizadas com o último par de patas, mais longo e altamente sensível. Com uma mordida empreendida com as forcípulas injetam sua peçonha para matar a presa e iniciar sua digestão extra-oral . Após a captura e durante a digestão pelas toxinas de veneno, a presa é sustentada pelas segundas maxilas e pelas forcípulas, enquanto que as primeiras maxilas e mandíbulas desempenham a manipulação para a ingestão.

## Trocas gasosas e respiração
As centopeias apresentam o exoesqueleto semi-permeável por não possuírem as ceras e densidade de carapaça típicas dos insetos e aracnídeos, de forma que podem perder água com rapidez caso fiquem expostas ao ar muito seco ou ao sol direto. Assim, para sobreviverem adequadamente, elas buscam transitar por ambientes bastante úmidos e mantendo-se abrigadas durante o dia. Realizam as trocas gasosas através de um sistema de traqueias bastante semelhante ao dos insetos, de onde o ar atmosférico se adentra no corpo por entradas nos segmentos do tronco denominadas de espiráculos. Com a notável exceção dos escutigeromorfos, os espiráculos das centopeias encontram-se na região pleural membranosa acima e logo atrás das coxas, havendo geralmente um par de espiráculos por segmento. Estes não se fecham (como ocorre nos insetos), logo ligam-se internamente a um átrio revestido por pelos (tricomas), que reduzem a dessecação e impedem a entrada de partículas em suspensão. 
Internamente, os tubos traqueais (feitos de quitina) partem da base do átrio e ramificam-se e gradualmente afunilam-se em pequenos tubos cheios de líquido (traqueíolos) que transmitem o oxigênio dissolvido diretamente para os vários tecidos do corpo. O ar retido dentro do sistema traqueal é provavelmente suficiente para manter o animal ativo durante algum período de limitação de acesso ao ar, como por exemplo durante uma submersão, como em centopeias geofilomorfas que habitam a zona entre marés, habitando entre em algas, pedras e conchas. Algumas espécies foram observadas armazenando uma reserva de ar na superfície das coxas, segurado como uma bolha na extremidade enrolada final do tronco. Associado aos seus hábitos mais ativos que certamente demanda uma maior taxa metabólica, o sistema traqueal dos escutigeromorfos assemelha-se internamente a um pulmão, provavelmente tendo evoluído independentemente de sistemas semelhantes observados em outros quilópodes. Nestes animais, como aludido acima, os estigmas situam-se perto da margem posterior das placas tergais, exceto por oito placas posteriores que rcobrem os segmentos portadores de pernas, e cada espiráculo se abre em um átrio do qual partem dois grandes leques de tubos traqueais curtos.

## Excreção
Geralmente há um único par de túbulos de Malpighi, que consistem de um ou dois pares de tubos delgados ramificados que se originam na parte posterior do mesêntero na sua junção com o intestino. Os detritos passam do sangue, através das finas paredes dos túbulos, para o lúmen, e depois para o intestino. Grande parte dos detritos nitrogenados é excretada como amônia e não como ácido úrico. Os quilópodes requerem ambiente úmido para manter um balanço hídrico apropriado, pois o tegumento não possui a cutícula cerosa dos insetos e aracnídeos. Desta maneira, a maioria dos quilópodes vive sob pedras e troncos, e só são ativos na superfície da terra à noite.

## Órgãos sensoriais e sistema nervoso

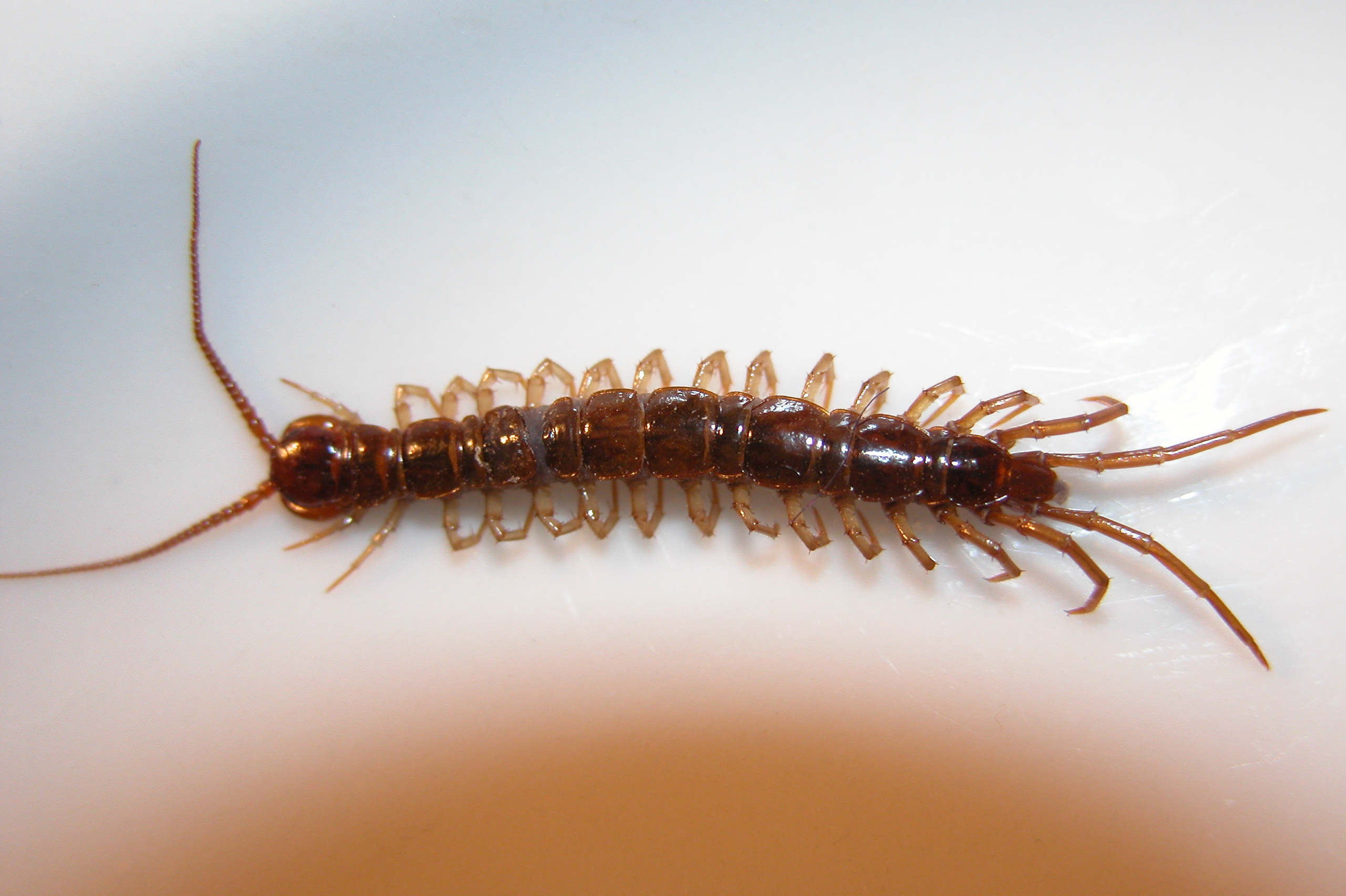
Aparência de um quilópode, destacando sua morfologia segmentada e múltiplas patas.

A maioria dos quilópodes apresentam de poucos a muitos ocelos, mas há muitas linhagens -- geofilomorfos, diversos escolopendromorfos e alguns litobiomorfos habitantes de cavernas -- que não apresentam olhos. Nas lacraias escutigeromorfos, os ocelos estão agrupados e organizados como olhos compostos.  Adicionalmente à função usual das antenas como em outros artrópodes, os miriápodes podem possuir um órgão na base das antenas em formato de um disco, com um pequeno poro central cercado de sensilas -- o órgão de Tömösváry. Acredita-se que funcione como um captador sensível de vibrações, algo próximo a um sentido de audição.
O sistema nervoso de Chilopoda segue o plano básico de artrópodes, com um alto grau de cefalização que se correlaciona com órgãos sensoriais bem desenvolvidos. Consiste de um gânglio cerebral ou cérebro e um cordão nervoso ventral. O gânglio cerebral distingue-se em três regiões: o protocérebro, associado aos olhos, funciona na integração da fotorrecepção e no movimento; o deuterocérebro, associado às antenas, contém os centros de associação; e o tritocérebro, que dá origem aos nervos que inervam o lábio e o trato digestivo. Em sequência, há o gânglio subesofágico, que controla as peças bucais, glândulas salivares e alguma musculatura local e é composto pelos gânglios fundidos do terceiro, quarto e talvez quinto segmentos cefálicos. Segue-se o gânglio forcipular e um par ventral de gânglios fundidos a cada segmento.

## Sistema circulatório
Os quilópodes possuem um coração tubular dorsal que bombeia o fluido da hemocele em direção à cabeça. A velocidade da circulação é lenta e ocorre em pressão relativamente baixa. Na porção anterior o coração afina-se, formando a aorta, na qual o sangue flui em direção posterior, pelas câmaras da hemocele, antes de retomar ao seio pericárdico e ao coração, através de óstios laterais que estão dispostos em um par por segmento do corpo.

## Reprodução e desenvolvimento

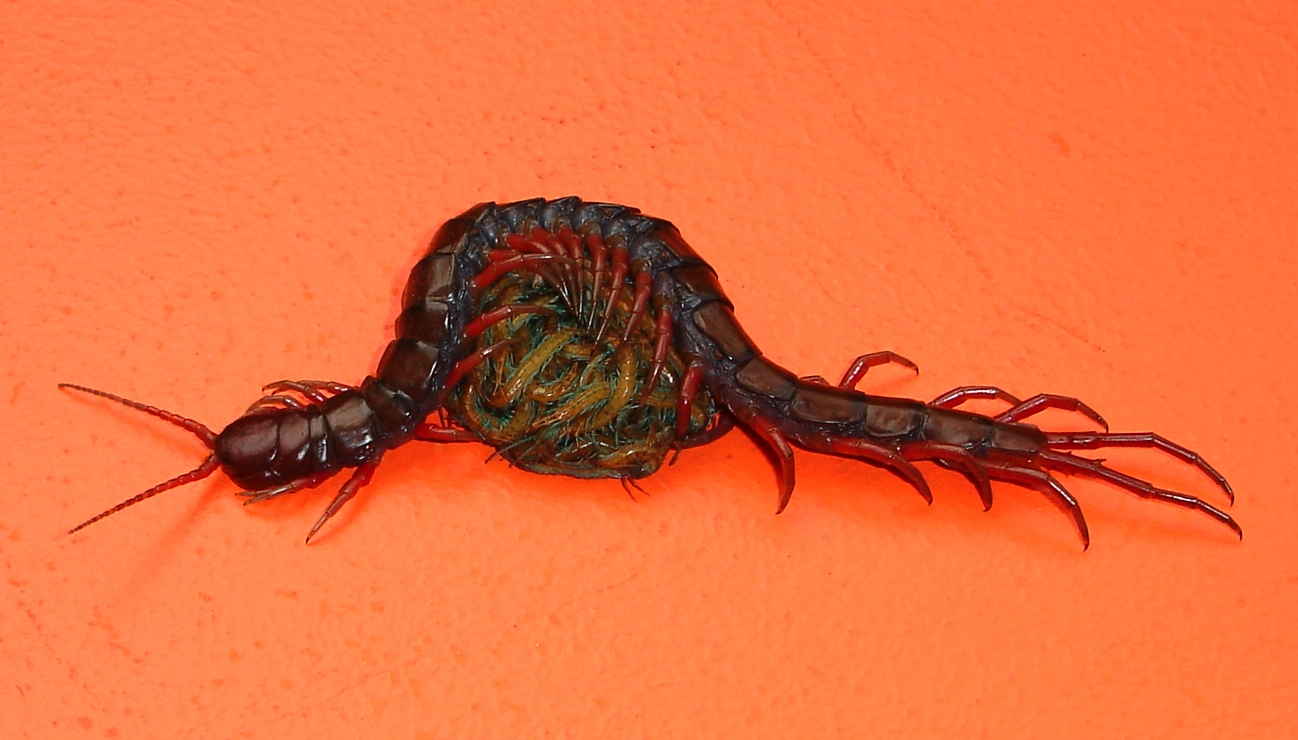
Cuidado parental em Scolopendra cingulata

Quilópodes são artrópodes que vivem por bastante tempo. Por exemplo, ficou estabelecido que a espécie europeia Lithobius forficatus pode viver de 5 a 6 anos, e que a caçadora forrageadora Scolopendra subspinipes pode viver por mais de 10 anos. Em termos ecológicos, vale mencionar que alguns estudiosos caracterizaram as centopeias Lithobiomorpha como K-estrategistas, em virtude da combinação de características do pequeno número de ovos a cada ninhada, seu longo tempo de gestação, bem como longo tempo para o desenvolvimento sexual.
Quilópodes são animais com sexos separados (dioicos) que põem ovos (ovíparos). A abertura das gônadas está presente no último segmento abdominal. Algumas espécies são ainda capazes de realizar reprodução assexuada por partenogênese. Todos os quilópodes têm desenvolvimento direto, ou seja, os jovens que eclodem dos ovos são morfologicamente como “adultos em tamanho pequeno”. Em algumas espécies são necessários vários anos para que as formas jovens atinjam a maturidade sexual.
A reprodução das centopeias não envolve nenhuma cópula, e transferência de espermatozoides é indireta. Os machos depositam um saco de esperma (espermatóforo) para a fêmea encontrar e recolher. Em geral, o macho constrói uma pequena teia com seda advinda de uma fiandeira localizada no átrio genital, e o espermatóforo, medindo até vários milímetros, é então colocado nesta teia. A fêmea apanha o espermatóforo e o coloca na sua abertura genital. Em cada animal envolvido no ritual, pernas especializadas chamadas de gonópodos auxiliam nesta manipulação do espermatóforo. Em geral, um macho só produzirá um espermatóforo ao encontrar uma fêmea, frequentemente apresentando-lhe um comportamento inicial de corte para determinar se seria viável. Nesta corte, é usual cada indivíduo apalpar a extremidade posterior do parceiro com as antenas, enquanto ambos movem-se num círculo; este comportamento de corte e giro pode durar por até uma hora antes de o macho depositar seu espermatóforo. O macho então “sinaliza” para a fêmea (por exemplo, mantendo as pernas posteriores perto do espermatóforo enquanto gira a parte anterior do corpo e encosta nas antenas da fêmea). A fêmea reage rastejando em direção ao macho, seguindo seu corpo, e finalmente apanhando o espermatóforo do solo. 
Nas regiões temperadas do planeta, onde as estações são bem marcadas, a postura dos ovos ocorre durante a primavera e o verão. Quilópodes das ordens Scolopendromorpha e Geophilomorpha põem e incubam ninhadas com 15 a 35 ovos. De forma geral, as fêmeas apresentam alguma forma de  cuidado parental, recobrindo os ovos e recém-nascidos com seu corpo e limpando-os, removendo sujeira e microrganismos. Normalmente, os quilópodes alojam-se dentro de cavidades feitas na madeira podre ou no solo, para se enrolar sobre a massa de ovos; a fêmea assim guarda os ovos durante o período de eclosão até a dispersão dos jovens. Nas ordens citadas, o desenvolvimento é epimórfico, isto é, o jovem apresenta todos os segmentos já formados quando eclode do ovo. Já em Scutigeromorpha e Litobiomorpha, os ovos são eventualmente depositados isoladamente no solo após serem carregados por um período de tempo entre os gonópodos femininos, e o desenvolvimento dos jovens é anamórfico, ou seja, na eclosão, estes têm apenas parte dos segmentos do adulto (normalmente 3 ou 4). Por exemplo, ao eclodir, um jovem Scutigera terá quatro pares de pernas, adquirindo ao longo de seis mudas, sucessivamente, de cinco a treze pares adicionais de pernas; finalmente, estes passam ainda por quatro estágios ditos epimórficos (sem adicionar segmentos) com o total final de quinze pares de pernas, antes de a maturidade ser atingida. Em Lithobius, o desenvolvimento é similar, mas com os jovens recém-eclodidos apresentando sete pares de pernas. O maior cuidado parental ocorre, tipicamente, nas ordens com desenvolvimento epimórfico.
Molecularmente, os segmentos das centopeias desenvolvem-se em duas fases distintas. Primeiramente, a cabeça dá origem a um número fixo, ímpar, de segmentos segundo programação por genes Hox, como em todos demais artrópodes. Em segundo lugar, pares de segmentos são gradualmente adicionados na porção terminal posterior do corpo, seguindo um padrão em que uma unidade adicionada divide-se em duas -- estas unidades são criadas por um mecanismo molecular como um relógio, implementado pela via de sinalização Notch. 

## Evolução
|           | Craterostigmomorpha                                                  |
|           |                                                                      |
| Epimorpha | \| \| Scolopendromorpha \| \| \| \| \| \| Geophilomorpha \| \| \| \| |
|           | \| \| Scolopendromorpha \| \| \| \| \| \| Geophilomorpha \| \| \| \| |
|           | Scolopendromorpha                                                    |
|           |                                                                      |
|           | Geophilomorpha                                                       |
|           |                                                                      |

|  | Scolopendromorpha |
|  |                   |
|  | Geophilomorpha    |
|  |                   |

|           | Craterostigmomorpha                                                  |
|           |                                                                      |
| Epimorpha | \| \| Scolopendromorpha \| \| \| \| \| \| Geophilomorpha \| \| \| \| |
|           | \| \| Scolopendromorpha \| \| \| \| \| \| Geophilomorpha \| \| \| \| |
|           | Scolopendromorpha                                                    |
|           |                                                                      |
|           | Geophilomorpha                                                       |
|           |                                                                      |

|  | Scolopendromorpha |
|  |                   |
|  | Geophilomorpha    |
|  |                   |

|           | Craterostigmomorpha                                                  |
|           |                                                                      |
| Epimorpha | \| \| Scolopendromorpha \| \| \| \| \| \| Geophilomorpha \| \| \| \| |
|           | \| \| Scolopendromorpha \| \| \| \| \| \| Geophilomorpha \| \| \| \| |
|           | Scolopendromorpha                                                    |
|           |                                                                      |
|           | Geophilomorpha                                                       |
|           |                                                                      |

|  | Scolopendromorpha |
|  |                   |
|  | Geophilomorpha    |
|  |                   |

|           | Craterostigmomorpha                                                  |
|           |                                                                      |
| Epimorpha | \| \| Scolopendromorpha \| \| \| \| \| \| Geophilomorpha \| \| \| \| |
|           | \| \| Scolopendromorpha \| \| \| \| \| \| Geophilomorpha \| \| \| \| |
|           | Scolopendromorpha                                                    |
|           |                                                                      |
|           | Geophilomorpha                                                       |
|           |                                                                      |

|  | Scolopendromorpha |
|  |                   |
|  | Geophilomorpha    |
|  |                   |

São descritas cinco ordens viventes de Chilopoda: Scutigeromorpha, Lithobiomorpha, Craterostigmomorpha, Scolopendromorpha e Geophilomorpha, e mais uma ordem extinta, representada por uma única espécie fóssil  do meio do Devoniano.. O fóssil mais antigo de Chilopoda é datado do final do Siluriano, há 420 milhões de anos, composto por pernas fossilizadas que foram atribuídas como pertencendo ao gênero Crussolum da ordem Scutigeromorpha.
Em termos de filogenia, a classe de Chilopoda apresenta a filogenia mais estruturada conhecida dentre as demais ordens de Myriapoda, devido à maior quantidade de estudos feitos com esta classe ou pelo número extenso de táxons. A filogenia mais aceita atualmente baseia-se em uma interpretação interdisciplinar de morfologia, desenvolvimento e dados moleculares. Por exemplo, análises de genes ribossomais e de transcriptomas confirmam a separação estimada pela morfologia entre Scutigeromorpha e demais ordens do grupo. Outro ponto chave bem sustentado é o clado Epimorpha (Scolopendromorpha + Geophilomorpha), consistentemente recuperado como grupo monofilético, o que estabelece o desenvolvimento pós-embrionário como fundamental na filogenia do grupo. Desta feita, considerando-se as ordens viventes, o ramo Notostigmophora (composto por Scutigeromorpha) seria grupo-irmão de Pleurostigmophora (Lithobiomorpha, Craterostigmomorpha, Scolopendromorpha e Geophilomorpha) baseado nos olhos compostos e no posicionamento dos espiráculos dorsais. Outro clado monofilético (Craterostigmomorpha, Scolopendromorpha e Geophilomorpha), conhecido como Phylactometria, tem como apomorfia o comportamento parental e outro clado, Epimorpha (Scolopendromorpha e Geophilomorpha), incluindo todas as centopeias que nascem com os segmentos completos e apresentando desenvolvimento epimórfico, de forma as outras ordens mais basais seriam as que apresentam desenvolvimento anamórfico. Alguns problemas persistem na delimitação das espécies, relações interfamiliares e a classificação de Geophilomorpha.
Acredita-se que a capacidade de inocular veneno em Chilopoda tenha surgido desde que a linhagem Scutigeromorpha se separou das demais ordens (agrupadas em Pleurostigomorpha), há cerca de 430 milhões de anos. Desta forma, o veneno dos Chilopoda seria um dos venenos mais antigos surgidos dentre os animais terrestres, precedendo a evolução de animais terrestres peçonhentos como escorpiões e aranhas.

## Curiosidades
Lacraias de grande porte são consumidas na China, servidas no espeto, grelhadas ou fritas. Elas são vendidas nos mercados de Donghuamen e Wangfujing em Pequim.
Em países como China, Laos, Tailândia e Camboja, grandes centopeias são mantidas em bebidas alcoólicas fortes por um período de tempo. Este costume é supostamente derivado da medicina tradicional chinesa, em que acredita-se que a bebida adquiriria propriedades medicinais, além de tornar-se fortificante e revigorante.
Muitas pessoas são aterrorizadas pela visão de qualquer lacraia, mesmo daqueles pequenos espécimes que claramente não teriam como penetrar facilmente a pele humana; aparentemente o medo vem muito da movimentação serpenteante de muitas pernas movendo-se ao mesmo tempo, e pelo hábito da maioria das espécies de correrem em direção aos pés de pessoas, emergindo subitamente de cantos escuros. Um poeta tibetano do século XIX costumava alertar seus colegas budistas que: "aquele que diverte-se assustando os outros está fadado a reencarnar como uma lacraia."